# Boothiella tetraspora
Boothiella tetraspora är en svampart som beskrevs av Lodhi & J.H. Mirza 1962. Boothiella tetraspora ingår i släktet Boothiella och familjen Sordariaceae.   Inga underarter finns listade i Catalogue of Life.